# Communauté de communes de la Vallée de la Gorre
La communauté de communes de la Vallée de la Gorre est une ancienne communauté de communes française, située dans le département de la Haute-Vienne, en région Nouvelle-Aquitaine. Créée en 2000, elle disparaît en 2017.

## Histoire
La communauté de communes de la Vallée de la Gorre est créée le 29 décembre 2000. Elle disparaît au 1er janvier 2017, absorbée par la nouvelle Communauté de communes Ouest Limousin.

## Composition
À sa disparition, elle regroupait 6 communes :
- Cognac-la-Forêt
- Gorre
- Saint-Auvent
- Saint-Cyr
- Saint-Laurent-sur-Gorre
- Sainte-Marie-de-Vaux